# NGC 26
Az NGC 26 egy spirálgalaxis a Pegasus (Pegazus) csillagképben.

## Felfedezése
Az NGC 26 galaxist Heinrich Louis d’Arrest fedezte fel 1865. szeptember 14-én.

## Tudományos adatok
A galaxis 4592 km/s sebességgel távolodik tőlünk.